# 에디 존슨
에드워드 에이브러햄 존슨(영어: Edward Abraham Johnson, 1984년 3월 31일 ~ )은 에디 존슨으로 불리는 미국의 전 축구 선수이며 포지션은 공격수였다.

## 축구인 경력

### 클럽 경력
2001년 메이저 리그 사커 드래프트에서 FC 댈러스에 지명되었다. 2004 시즌 리그 26경기에서 12골을 기록하는 좋은 활약을 펼치자 시즌 종료 후 벤피카로부터 MLS 역사상 최고 이적료인 500만 달러의 제의를 받았으나 거절하였다. 이후 맨체스터 유나이티드, PSV 에인트호번 등과 링크되기도 하였다.
2006년 FC 댈러스이 샐러리캡을 지키는 데 어려움을 겪게 되자 캔자스시티 위자즈로 트레이드되었다. 캔자스시티에서의 첫 시즌인 2006 시즌엔 19경기 2골이라는 저조한 기록을 거두었으나 이듬해엔 리그 24경기에 나서 15골을 성공시켰다. 2007년 5월 26일과 6월 2일에 기록한 해트트릭으로 MLS 역사상 처음으로 2경기 연속 해트트릭을 기록한 선수가 되었다.
2008년 1월 더비 카운티의 영입 타겟이 되었으나 불발되었고 풀럼으로 이적하였다. 2007-08 시즌 후반기 6경기에 출전하였으나 득점을 기록하지 못하였고 같은 해 8월 카디프 시티로 임대 이적하였다. 2009년 3월 7일 돈캐스터 로버스를 상대로 잉글랜드 무대 데뷔골을 기록하였다. 2008-09 시즌 종료 후 풀럼으로 복귀하였다. 2010년 1월엔 그리스의 아리스로 임대 이적하였다. 다시 풀럼으로 복귀한 2010-11 시즌 전반기엔 리그 11경기에 출전하였으나 역시 득점을 기록하지 못하였고 후반기엔 프레스턴 노스 엔드로 임대 이적하였다. 임대 복귀 후 풀럼을 떠났다.
2011년 12월 멕시코의 푸에블라와 입단 협상을 벌였으나 불발되었다.
2012년 2월 17일 시애틀 사운더스에 입단하며 고국으로 복귀하였다. 2012 시즌 리그 28경기에서 14골을 기록하였고 리그 올스타팀에 선발되어 첼시와의 친선 경기에서 결승골을 성공시키기도 하였다. 이러한 활약들을 바탕으로 2012 MLS 올해의 복귀 선수상을 수상하였다.
2013 시즌 종료 후 구단에 향상된 계약 조건을 요구하였지만 샐러리캡 문제로 성사되지 못하였고 DC 유나이티드로 이적하였다. 2015년 3월엔 심장이 이상이 있어 은퇴를 해야할 수도 있다는 기사가 보도되었다.

### 국가대표 경력
2003 U-20 세계 축구 선수권 대회에서 4골을 기록하여 골든슈를 수상하였다.
2004년 10월 9일 엘살바도르를 상대로 A매치 데뷔전을 치렀고 다음 경기인 파나마와의 경기에선 해트트릭을 기록하였다. 2006 독일 월드컵에 참가하여 2경기에 출전하였다.
이후 2007년 코파 아메리카, 2009 골드컵에 출전하였다. 2010 남아공 월드컵 예비 명단에는 포함되었으나 최종 명단에선 탈락하였다.